# ハジャライ
ハジャライ(フランス語: Hadjaraï、アラビア語: الحجريون、英語: Hadjarai)は、チャドの人口の6.7%、または150,000人を越える人口を構成している集団である。 ハジャライの名はアラビア語の外名であり、文字どおりは"石の[あれら]" (すなわち、山の〜)の意味である。この名は一括して、丘陵地であるゲラ州のいくつか別個の民族集団を表すために使用される。

## 下位集団と文化
15のハジャライを構成する民族集団には、ダジュ、 ケンガ、ジュンクン、ダンガレアト、モグム、 ソコロ、サバ、 バライン、ビディオ、ヤルナ、ボルゴ、 コファ、ジョンゴル。が含まれている。 これらのほとんどは小農である。90%以上のハジャライ女性が女性器切除を受けている。
ハジャライの集団は主に東チャド諸語Bに属する多種多様な言語を話し、いくつかは無関係なアダマワ諸語とサラ＝ボンゴ＝バギルミ諸語に属する。しかしながら、ハジャライはまた、多くの文化的特徴を共有しており、最も広くに行き渡っているのは、マルゲ、すなわち自然の元素を制御している不可視の精霊に対する共通の信仰である。フランス植民地当局はキリスト教の布教を促進し、イスラム化を避けようとしたにもかかわらず、ほとんどのハジャライが植民地時代に急速にイスラムへと改宗したが、マルゲへの信仰はその後にも生き残った。

## 歴史
ハジャライはかつて、決して統合されたことはなかったが、植民地化以前のチャドで繰り返された、特にワダイ帝国の後援を受ける奴隷狩りのラズィアとの衝突によって築かれた強力な独立心を共有していた。この独立の伝統は1960年後のチャド独立後の中央政府との頻繁な衝突を招き、これは当初、主に強制的にハジャライを丘から平原へと移住させようとの試みが理由だった。ハジャライはチャド内戦の際には反乱軍の熱烈な支持層だった。
ハジャライは1982年のイッセン・ハブレが権力を獲得するのに重要な役割を果たしたにもかかわらず、ハジャライ出身のスポークスマンであったイドリス・ミスキンの死後、迫害されるようになった。1987年、ハブレが反政府運動モサマトの形成に対するテロ活動を開始した後、ハジャライはひどく苦しめられた。そして、グループの一員は逮捕され、一斉に殺害された。逮捕者のうちの840人が即座に殺された。
ハジャライはイドリス・デビの大統領に対する反乱の重要な支持層となり、1990年のハブレ政権の崩壊に寄与した。デビとハジャライ指導層の間の危機は1991年、クーデター未遂の疑義の後にに燃え上がった。ゲラ州地元民を安心させようというデビの尽力にもかかわらず、戦闘がハジャライの領域に広がったためめに、数えきれないほどのハジャライが投獄された。